# Elvira (állatnem)
Az Elvira a madarak osztályának sarlósfecske-alakúak (Apodiformes) rendjébe és a kolibrifélék (Trochilidae) családjába tartozó nem.

## Rendszerezés
A nembe az alábbi 2 faj tartozik:
- fehérfarkú smaragdkolibri (Elvira chionura)
- rezes smaragdkolibri (Elvira cupreiceps)